# Kepler-1625
Désignations
Kepler-1625 est une étoile de la constellation du Cygne située à environ 8 000 années-lumière de la Terre. L'exoplanète Kepler-1625 b est en orbite autour de cette étoile.